# Маріка бліда
Ма́ріка бліда (Cinnyris batesi) — вид горобцеподібних птахів родини нектаркових (Nectariniidae). Мешкає в Західній і Центральній Африці. Вид названий на честь американського натураліста Джорджа Латімера Бейтса.

## Опис
Довжина птаха становить 9-10 см, вага 5,7-7 г. У самців голова і верхня частина тіла темно-оливкові, над очима світлі "брови", нижня частина тіла світло-сіра, живіт світло-охристий. Крила темно-коричневі зі світлими краями. Хвіст чорний з широкими оливковими краями і кінцем. На боках грудей довгі тонкі жовті пера. Самиці мають подібне забарвлення, однак пера на грудях у них короткі, білі.

## Поширення і екологія
Бліді маріки поширені від Кот-д'Івуару і Ліберії до східних районів Демократичної Республіки Конго і Кабінди, а також на острові Біоко. Вони живуть у вологих рівнинних тропічних лісах, на узліссях і полях.

## Поведінка
Бліді маріки живляться нектаром, а також комахами, павуками, дрібними ягодами і плодами. Вони утворюють зграйки до 10 птахів, іноді приєднуються до змішаних зграй птахів. В кладці 1-2 яйця.